# Bárbara Elorrieta
Bárbara Elorrieta (Madrid, 5 de maig de 1978) és una actriu i productora de TV espanyola. El seu avi José María Elorrieta i el seu pare Javier Elorrieta són directors.

## Filmografia

### Cinema
| Llargmetratges - 2002 Welcome 2 Ibiza - 2003 Beyond Re-Animator - 2003 Pacto de brujas - 2003 Teresa Teresa - 2004 Rottweiler - 2006 Rojo intenso | Curtmetratges - 1999 La Cartera - 1999 Drama - 1999 El apagón - 1999 Es fácil - 1999 Un beso de mentira - 2000 El Cinéfilo - 2000 Enrique y Ana - 2000 La muerte de Sardanápalo - 2002 Tiempos mejores - 2002 La Araña negra |

### Televisió

#### Productora
- Intereconomía Televisión (2008-2009)

#### Actriu
- 2005/06 Negocis de família
- 2004 Diez en Ibiza
- 2002-2003 20 tantos
- 2002 Cuéntame cómo pasó
- 2000-2003 en Paraíso
- 1998 La casa de los líos
- Candidatura Unión de Actores 2007 y 2004. Mejor interpretación femenina de reparto en televisión por Cuéntame cómo pasó.